# Asociación de Fútbol de La Paz
De Asociación de Fútbol de La Paz (Nederlands: Voetbalbond van La Paz), vaak afgekort als AFLP, was de eerste voetbalbond van Bolivia.

## Geschiedenis
Het voetbal arriveerde in Bolivia door arbeiders uit Engeland en Chili die aan de spoorwegen kwamen werken vanaf 1892. In 1899 werd een eerste voetbalclub opgericht, La Paz FBC. De eerste grotere clubs waren The Strongest en Nimbles SA. Deze twee clubs besloten om een instelling op te richten die verantwoordelijk was voor de regulering van het voetbal in La Paz. Op 22 februari 1914 werd dan de La Paz Football Association (LPFA) opgericht als eerste overkoepelende instantie om voetbal te organiseren in Bolivia.
Tussen 1914 en 1949 organiseerde de bond amateurkampioenschappen. Aan het eerste toernooi namen acht teams deel en werd gewonnen door The Strongest.
In 1950 nam Bolivia deel aan het WK in Brazilië, waar ze een veeg uit de pan kregen van de latere wereldkampioen Uruguay, dat met 8-0 won. Het werd duidelijk dat de Boliviaanse competitie erg zwak was vergeleken met de andere landen in Zuid-Amerika, waar profvoetbal soms al jaren gangbaar was. De LPFA besloot dan ook professioneel te worden dat jaar en de Bolivaanse voetbalbond (FBF) stond toe dat deze bond de eerste proftoernooien in het land organiseerden. Het is dan ook vanaf het begin van het proftijdperk dat de kampioen ervan ook als landskampioen beschouwd wordt. In 1953 besloot de LPFA om zijn naam te verspaansen naar de huidige naam Asociación de Fútbol de la Paz (AFLP). Vanaf 1954 namen ook team van buiten La Paz, uit de departementen Oruro en Cochabamba deel aan de competitie.
Vanaf 1960 nam de FBF de leiding over de competitie over. Sindsdien organiseert de AFLP nog steeds jaarlijks een competitie tot 1976. In 1977 werd de huidige Boliviaanse profcompetitie opgericht en kwam er een einde aan de heerschappij van de AFLP

## Overzicht

### Amateurtijdperk
| Jaar    | Kampioen                             | Vicekampioen     |
| ------- | ------------------------------------ | ---------------- |
| 1914    | The Strongest                        | Colegio Militar  |
| 1915    | Colegio Militar                      | The Strongest    |
| 1916 I  | The Strongest                        | Worksmen         |
| 1916 II | The Strongest                        | New Fighters     |
| 1917    | The Strongest                        | New Fighters     |
| 1918-22 | Geen competitie                      |                  |
| 1922    | The Strongest                        | Universitario    |
| 1923    | The Strongest                        | Universitario    |
| 1924    | The Strongest                        | Universitario    |
| 1925    | The Strongest                        | Universitario    |
| 1926    | Geen competitie                      |                  |
| 1927    | Nimbles                              | Bolívar          |
| 1928    | Deportivo Militar                    | Universitario    |
| 1929    | Universitario                        | The Strongest    |
| 1930    | The Strongest                        | Bolívar          |
| 1931    | Nimbles                              | Huracán          |
| 1932    | Bolívar                              | The Strongest    |
| 1933-34 | Geen competitie door de Chaco-oorlog |                  |
| 1935    | The Strongest                        | Ayacucho         |
| 1936    | Ayacucho                             | San Calixto      |
| 1937    | Bolívar                              | Atlético Alianza |
| 1938    | The Strongest                        | Bolívar          |
| 1939    | Bolívar                              | Atlético La Paz  |
| 1940    | Bolívar                              | The Strongest    |
| 1941    | Bolívar                              | Ferroviario      |
| 1942    | Bolívar                              | The Strongest    |
| 1943    | The Strongest                        | Bolívar          |
| 1944    | Ferroviario                          | The Strongest    |
| 1945    | The Strongest                        | Bolívar          |
| 1946    | The Strongest                        | Bolívar          |
| 1947    | Litoral                              | Bolívar          |
| 1948    | Litoral                              | Unión Maestranza |
| 1949    | Litoral                              | Bolívar          |

### Proftijdperk
| Jaar | Kampioen                  | Vicekampioen    |
| ---- | ------------------------- | --------------- |
| 1950 | Bolívar                   | Litoral         |
| 1951 | Always Ready              | Bolívar         |
| 1952 | The Strongest             | Always Ready    |
| 1953 | Bolívar                   | Always Ready    |
| 1954 | Litoral                   | The Strongest   |
| 1955 | San José de Oruro         | Chaco Petrolero |
| 1956 | Bolívar                   | Municipal       |
| 1957 | Always Ready              | Municipal       |
| 1958 | Wilstermann de Cochabamba | Municipal       |
| 1959 | Wilstermann de Cochabamba | Always Ready    |

### Campeonato de La Paz
| Jaar | Kampioen        | Vicekampioen  |
| ---- | --------------- | ------------- |
| 1960 | Municipal       | Bolívar       |
| 1961 | Municipal       | The Strongest |
| 1962 | Chaco Petrolero | The Strongest |
| 1963 | The Strongest   | Always Ready  |
| 1964 | The Strongest   | Municipal     |
| 1965 | Municipal       | The Strongest |
| 1966 | Bolívar         | 31 de Octubre |
| 1967 | Bolívar         | Always Ready  |
| 1968 | Always Ready    | Bolívar       |
| 1969 | Bolívar         | Municipal     |
| 1970 | The Strongest   | Municipal     |
| 1971 | The Strongest   | Municipal     |
| 1972 | Litoral         | Municipal     |
| 1973 | Municipal       | 31 de Octubre |
| 1974 | The Strongest   | Bolívar       |
| 1975 | 31 de Octubre   | Always Ready  |
| 1976 | Bolívar         | The Strongest |